# Malý Horeš
Malý Horeš, ungarisch Kisgéres (bis 1948 slowakisch „Malý Gýreš“) ist eine Gemeinde im Osten der Slowakei mit 1068 Einwohnern (Stand 31. Dezember 2024), die zum Okres Trebišov, einem Kreis des Košický kraj, gehört. Sie ist Teil der traditionellen Landschaft Zemplín.

## Geographie

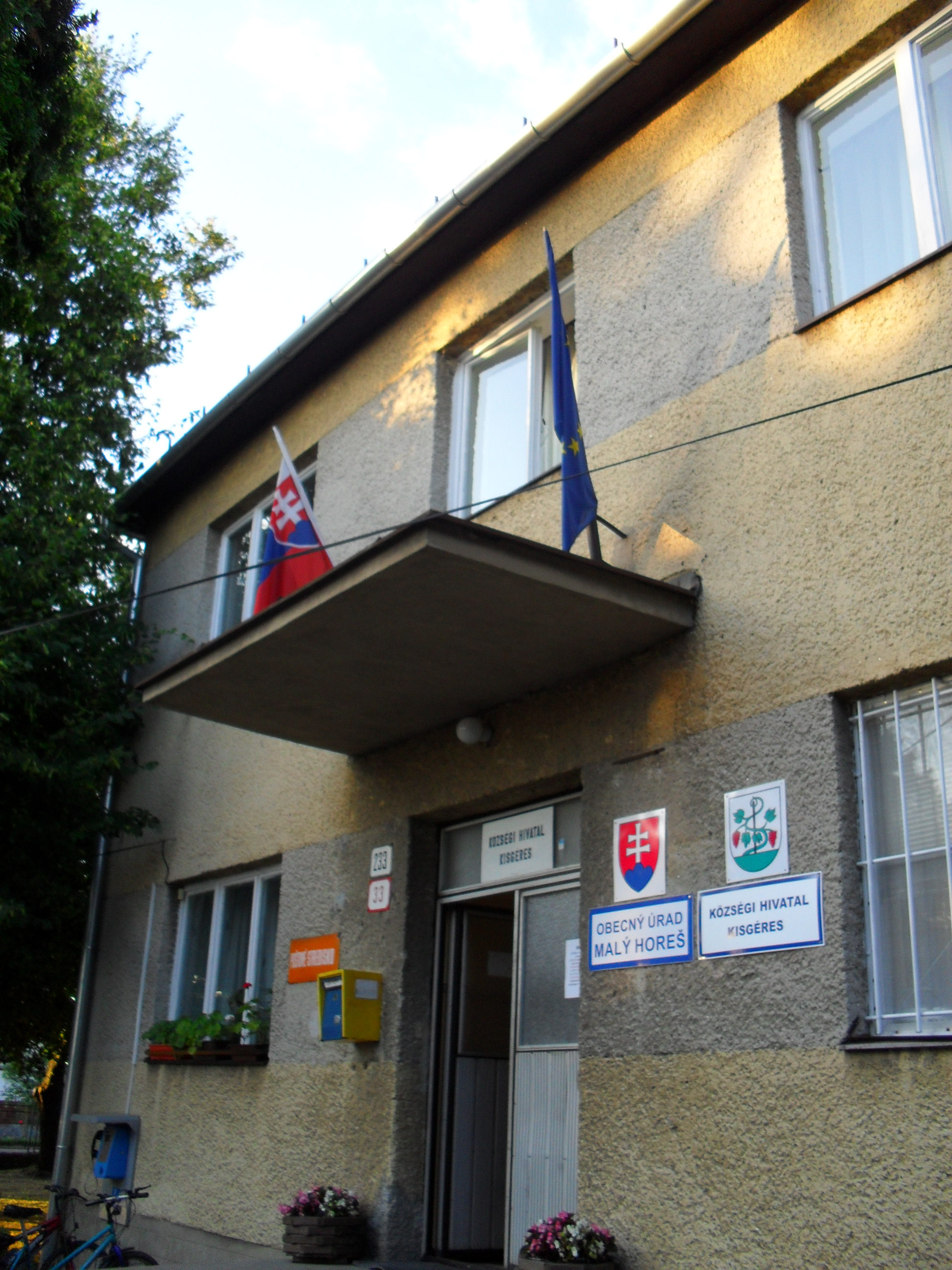
Sitz der Gemeindeverwaltung

Die Gemeinde befindet sich im Südteil des Ostslowakischen Tieflands in der Region Medzibodrožie (ungarisch Bodrogköz), direkt an der ungarischen Grenze. Auf der Südseite der kleineren Erhebung Kráľovské kopce nordöstlich des Ortes erstrecken sich Weingärten. Das Ortszentrum liegt auf einer Höhe von 103 m n.m. und ist fünf Kilometer von Kráľovský Chlmec sowie 55 Kilometer von Trebišov entfernt (jeweils Straßenentfernung).
Neben dem Hauptort Malý Horeš gehört auch die Katastralgemeinde Nový Horeš, die eine Exklave westlich des Ortes bildet, zur Gemeinde.
Nachbargemeinden sind Kráľovský Chlmec im Norden und Nordosten, Pribeník im Osten, Lácacséke, Semjén und Kisrozvágy (alle in Ungarn) im Süden, Veľký Horeš im Westen und Svätuše im Nordwesten.

## Geschichte
Auf dem heutigen Gemeindegebiet gab es eine Siedlung der Ottomány-Kultur der älteren Bronzezeit, ein Bronzefund wird auf jüngere Bronzezeit datiert.
Der heutige Ort wurde zum ersten Mal 1214 als Gures schriftlich erwähnt. Im 13. und 14. Jahrhundert war das Dorf Teil des Herrschaftsgebiets der Burg Zemplín, 1403 war es hingegen Besitz des Geschlechts Palóczy und 1419 Imregh. Im Jahre 1489 teilte sich der Besitz zwischen der Propstei von Lelesz und den Geschlechtern Perényi, Báthory, Daróczi und Károlyi. 1557 wurden in einem Steuerverzeichnis 5½ Porta verzeichnet. 1828 zählte man 153 Häuser und 1131 Einwohner, die als Landwirte und Winzer beschäftigt waren.
Bis 1918/1919 gehörte der im Komitat Semplin liegende Ort zum Königreich Ungarn und kam danach zur Tschechoslowakei beziehungsweise heute Slowakei. Auf Grund des Ersten Wiener Schiedsspruchs lag er von 1938 bis 1944 noch einmal in Ungarn.

## Bevölkerung
| Jahr                | 1994 | 2004    | 2014    | 2024    |
| ------------------- | ---- | ------- | ------- | ------- |
| Anzahl der Personen | 1178 | 1112    | 1113    | 1068    |
| Unterschied         |      | −5,60 % | +0,08 % | −4,04 % |

| Jahr                | 2023 | 2024    |
| ------------------- | ---- | ------- |
| Anzahl der Personen | 1073 | 1068    |
| Unterschied         |      | −0,46 % |

Nach der Volkszählung 2011 wohnten in Malý Horeš 1112 Einwohner, davon 1039 Magyaren und 60 Slowaken. 13 Einwohner machten keine Angabe zur Ethnie.
830 Einwohner bekannten sich zur reformierten Kirche, 126 Einwohner zu den Zeugen Jehovas, 85 Einwohner zur römisch-katholischen Kirche, 34 Einwohner zur griechisch-katholischen Kirche und zwei Einwohner zur Evangelischen Kirche A. B. 19 Einwohner waren konfessionslos und bei 16 Einwohnern wurde die Konfession nicht ermittelt.

## Bauwerke und Denkmäler
- reformierte Kirche im klassizistischen Stil aus dem Jahr 1795